# Ibrahima Konaté
Ibrahima Konaté (París, 25 de maig de 1999) és un futbolista professional francès que juga com a central al Liverpool de la Premier League.
Després de començar la seva carrera amb el Sochaux, Konaté es va traslladar al Leipzig el 2017 i al Liverpool FC el 2021.

## Primers anys
Konaté va néixer a París. Va créixer en una finca municipal al districte 11 de París i és el segon més jove de vuit fills nascuts d'immigrants de Mali. Ell és musulmà. Fora del futbol, Konaté és un fan d'l'anime i el manga, citant Attack on Titan com la seva sèrie preferida.

## Carrera de club

### Carrera inicial
Konaté va créixer al districte 11 de París i va jugar quan era adolescent amb equips juvenils del Paris FC. Quan tenia 14 anys, va marxar a Sochaux i es va incorporar a la seva acadèmia interna als 15 anys. Va començar la seva carrera com a davanter abans de passar a la defensa.

### Sochaux
Konaté va fer el seu debut professional amb el Sochaux en una derrota per 1-0 a la Lliga 2 davant l'Auxerre el 7 de febrer de 2017, a l'edat de 16 anys.

### RB Leipzig
Després d'una temporada de debut reeixida, amb 12 partits i 1 gol en mitja temporada, Konaté es va incorporar a l'RB Leipzig a la Bundesliga el 12 de juny de 2017 amb un contracte de cinc anys. Konaté va marcar el seu primer gol al Leipzig en una victòria per 4-0 contra el Fortuna Düsseldorf.

### Liverpool
El 28 de maig de 2021, el Liverpool va anunciar que havia arribat a un acord amb l'RB Leipzig per adquirir Konaté l'1 de juliol, a l'espera de l'autorització internacional i la concessió d'un permís de treball. El club ja havia acordat termes personals amb el jugador a l'abril i va activar la seva clàusula d'alliberament d'aproximadament 36 milions de lliures al maig de 2021. El 18 de setembre, Konaté va debutar a la Premier League, començant com a titular al costat de Virgil Van Dijk, i va mantenir la porteria a zero en la victòria per 3-0 contra el Crystal Palace CF. Va fer el seu segon inici de temporada amb Virgil van Dijk en el primer derbi del nord-oest de la temporada, en què el Liverpool va vèncer el Manchester United FC per 5-0. Va ser la derrota més forta infligida al United pel Liverpool des de 1895 i la derrota més forta que el United havia patit sense marcar des de 1955. Konate va guanyar els aplaudiments dels aficionats per com va manejar jugadors estrella com Cristiano Ronaldo i Bruno Fernandes i també va aparèixer a l'equip de la setmana de Garth Crooks, amb Crooks dient: "Sense floritures ni habilitats, però fa servir el seu poder i força amb el màxim efecte. No va ser el Chelsea contra Norwich, sinó el Manchester United contra el Liverpool i Mason Greenwood, Cristiano Ronaldo i Marcus Rashford amb prou feines van tenir un xut."
El 5 d'abril de 2022, Konaté va marcar el seu primer gol amb el Liverpool, un cop de cap en la victòria fora de casa per 3-1 contra el Benfica a l'anada dels quarts de final de la Lliga de Campions de la UEFA 2021-22.

## Palmarès
RB Leipzig
- Subcampió de la DFB-Pokal: 2018–19,[23] 2020–21[24]

Liverpool
- Copa FA: 2021–22[25]
- 2 Copes EFL: 2021–22,[26] 2023–24[27]
- Community Shield: 2022[28]
- Subcampió de la Lliga de Campions de la UEFA: 2021-22[29]
- Premier League: 2024–25

Selecció francesa
- Subcampió de la Copa del Món: 2022[30]